# Symphyotrichum expansum
Symphyotrichum expansum là một loài thực vật có hoa trong họ Cúc. Loài này được (Poepp. ex Spreng.) G.L.Nesom miêu tả khoa học đầu tiên.